# Германид рубидия
Германид рубидия — бинарное неорганическое соединение
рубидия и германия с формулой RbGe,
бронзовые кристаллы,
самовоспламеняется на воздухе (со взрывом).

## Получение
- Реакция германия с избытком расплавленного рубидия в атмосфере аргона (с последующей отгонкой непрореагировавшего рубидия в вакууме):

{\displaystyle {\mathsf {Rb+Ge\ {\xrightarrow {600-650^{o}C}}\ RbGe}}}

## Физические свойства
Германид рубидия образует бронзовые кристаллы
кубической сингонии,
пространственная группа P 43m,
параметры ячейки a = 1,319 нм, Z = 32,
структура типа германида калия.
Соединение конгруэнтно плавится при 930°С,
в вакууме начинает разлагаться при 400°С.